# Alex Hitzinger
Alexander Hitzinger (Passavia, 23 ottobre 1971) è un ingegnere, progettista e dirigente sportivo tedesco.
È stato fino al 31 marzo 2016 direttore tecnico del progetto Porsche LMP1. In precedenza ha lavorato come responsabile delle tecnologie avanzate per le scuderie di Formula 1 Red Bull e Toro Rosso.

## Carriera

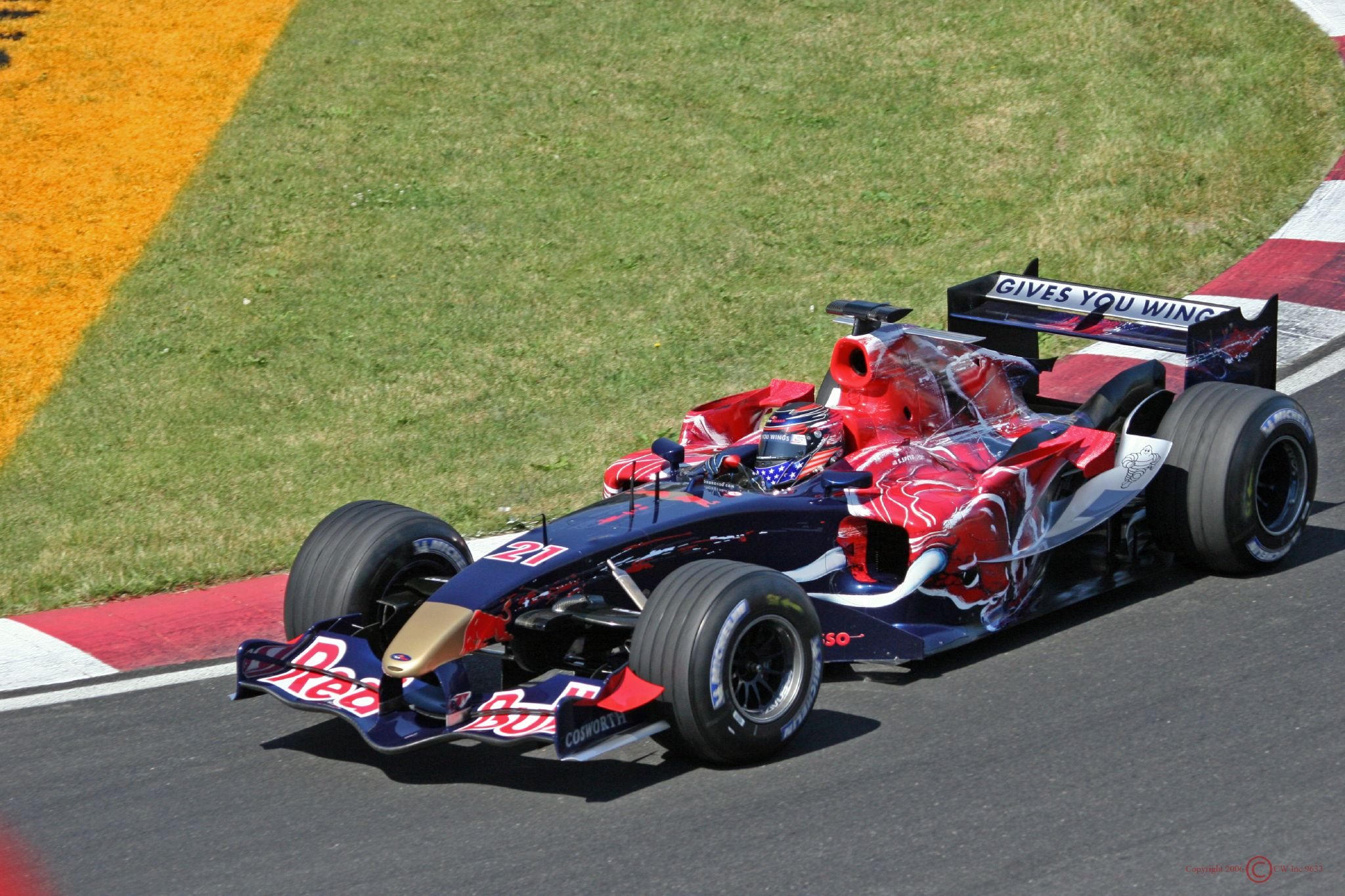
Toro Rosso STR1

Il primo lavoro di Hitzinger nel settore automobilistico fu presso la Toyota Motorsport come ingegnere del reparto sviluppo. In seguito si trasferì dalla Toyota alla Cosworth. Qui lavorò prima come capo del programma Ford-Cosworth World Rally Championship e poi come responsabile dello sviluppo di motori per il campionato di Formula 1. Nel 2005 era uno dei più giovani capo ingegneri in F1.
Sotto la guida di Hitzinger nel 2006 la Cosworth sviluppò in autonomia (in precedenza aveva collaborato sempre con Ford) il suo primo motore da F1 chiamato Cosworth CA; il motore era un 2,4 litri V8 che poteva raggiungere in pista la soglia dei 20 000 giri/min.

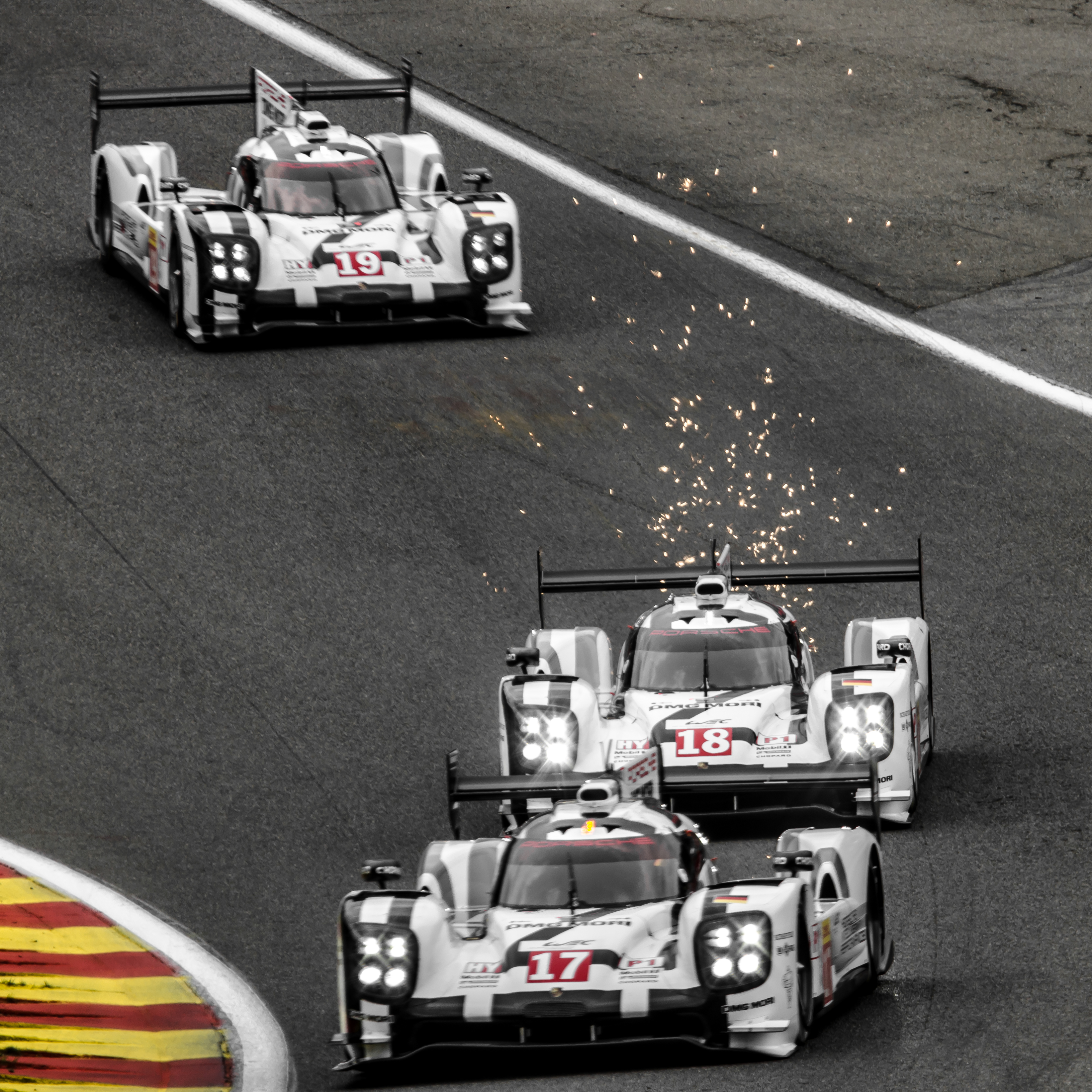
Porsche 919 Hybrid

Dal 2006 al 2011 ricoprì il ruolo di responsabile delle tecnologie avanzate per la Red Bull Technology e da metà 2006 a metà 2007 fu anche il direttore tecnico della Scuderia Toro Rosso, contribuendo allo sviluppo della Toro Rosso STR1.
Nel 2011 divenne direttore tecnico del progetto Porsche LMP1; diresse la progettazione della Porsche 919 Hybrid, vettura che vinse a Le Mans. Il 31 marzo 2016 lasciò la Porsche.
Il 16 dicembre 2016 si trasferì alla Apple per lavorare al Project Titan, un progetto di vetture elettrica sviluppato dall'azienda californiana.
Il 10 gennaio 2019 è tornato in Germania alla Volkswagen come responsabile dello sviluppo tecnico per la divisione veicoli commerciali, nonché responsabile dei programmi di sviluppo sull'auto a guida autonoma.